# Andinentulus
Andinentulus es un género de Protura en la familia Acerentomidae.

## Especies
- Andinentulus ebbei Tuxen, 1984